# 라카유의 별자리
라카유의 별자리로는 다음 18개가 있다.
- 고물자리
- 그물자리
- 공기펌프자리
- 나침반자리
- 돛자리
- 망원경자리
- 시계자리
- 용골자리
- 조각가자리
- 조각칼자리
- 직각자자리
- 컴퍼스자리
- 테이블산자리
- 파리자리
- 팔분의자리
- 현미경자리
- 화가자리
- 화로자리